# 곡사포

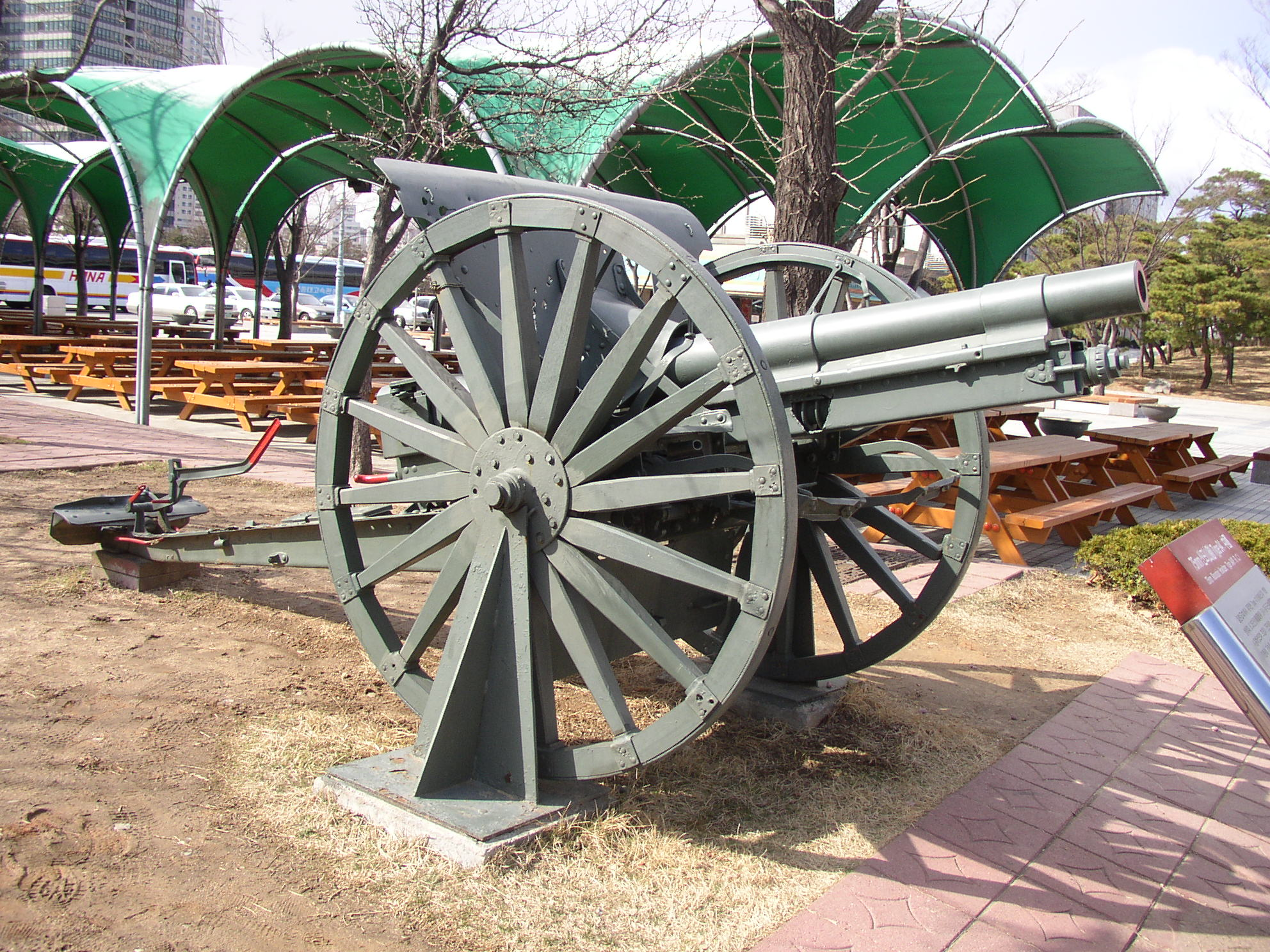
한국전쟁 때 중국군이 사용한 94식 곡사포

곡사포(曲射砲, howitzer)는 장애물 뒤의 목표물을 곡사하는 데 쓰는 대포이다. 주로 산악지형에서 산의 후사면을 포격하기 위해 사용한다. 다시 말해서, 야산을 바라보고 한쪽 경사면에서 포를 발사하여 산 정상 뒷편에 위치한 적에게 화력을 집중하는데 사용한다. 탄도가 닮았다는 점에서 종종 박격포와 혼동되기도 하지만, 박격포는 보병이 운용하는 공용화기이고, 곡사포는 포병이 운용한다. 곡사포에는 자주포와 야전포로 크게 두 분류로 나뉜다.

## 같이 보기
- 포병
- 곡사화기
- 박격포
- 직사화기
- 직사포